# 夜久野町化石・郷土資料館
夜久野町化石・郷土資料館（やくのちょうかせき・きょうどしりょうかん）は、京都府福知山市夜久野町平野にある、化石をはじめとした地理的遺産や、歴史上の考古資料を展示している資料館である。道の駅農匠の郷やくのの施設でもある。

## 概要
1977年（昭和52年）、アンモナイトをはじめとした化石が多数発掘されていた旧夜久野町を事業主体として開館。2006年（平成18年）の夜久野町の福知山市への編入合併以降、事業主体は福知山市となっている。
夜久野町をはじめとした地域の化石や、京都府唯一の火山である田倉山（宝山）火山の噴火資料、夜久野町内の考古物などを展示している。
市内外の小学生が校外学習で訪れる他、2022年（令和4年）には化石のレプリカ作りの体験教室を実施しており、子どもの学びを提供する場にもなっている。

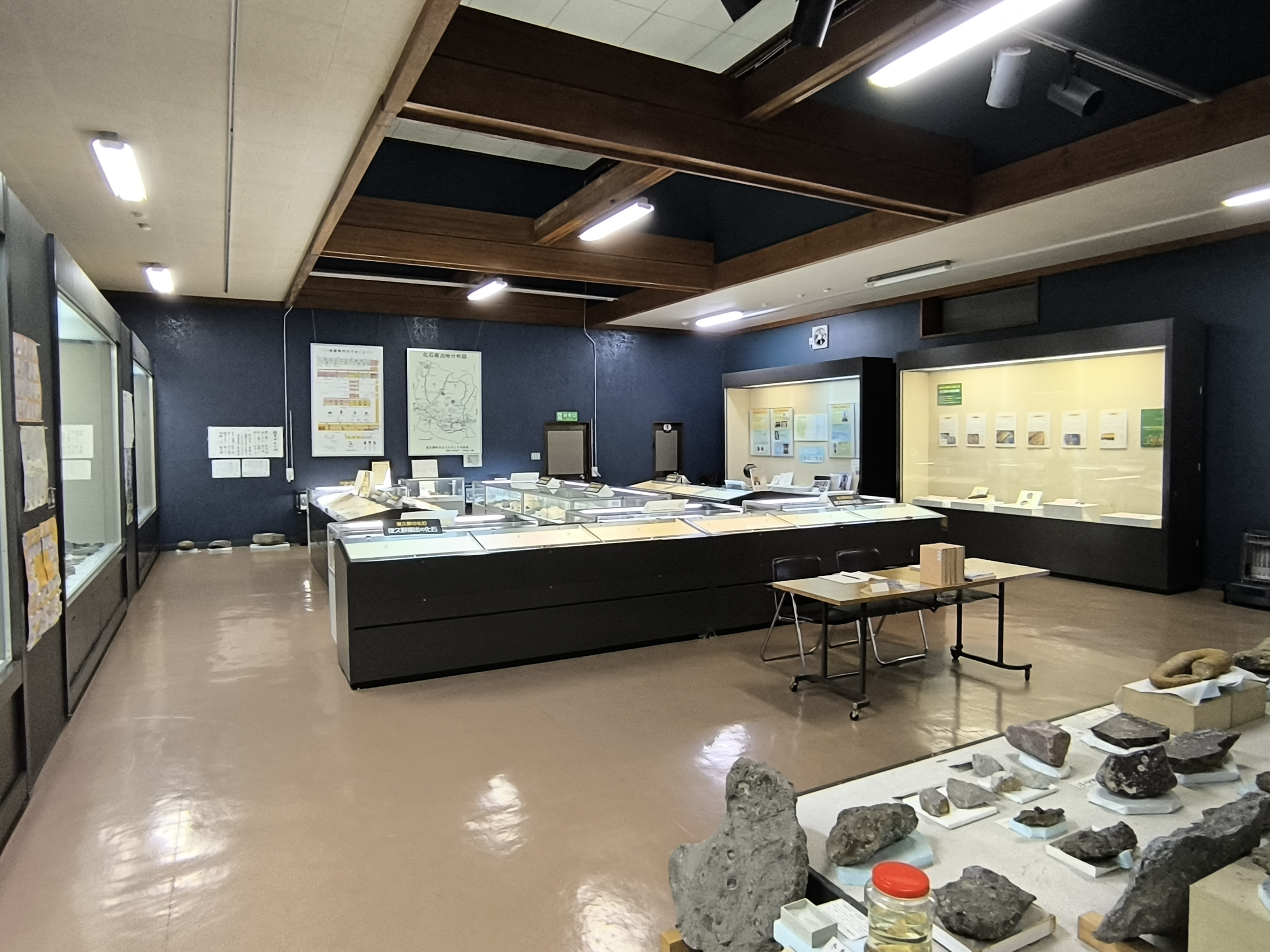
館内の様子

## 展示
- 化石資料
  - 夜久野の名を冠するアンモナイト「ヤクノセラス・ヌカタエンゼ」をはじめとする世界各地の化石を展示[3]。「夜久野町の化石」「岐阜県の化石」のように地域ごとのコーナーに分けて展示している場合と、「オウムガイの化石」「木の化石」のように化石の種類ごとのコーナーに分けて展示している場合がある。

- 田倉山の噴火資料

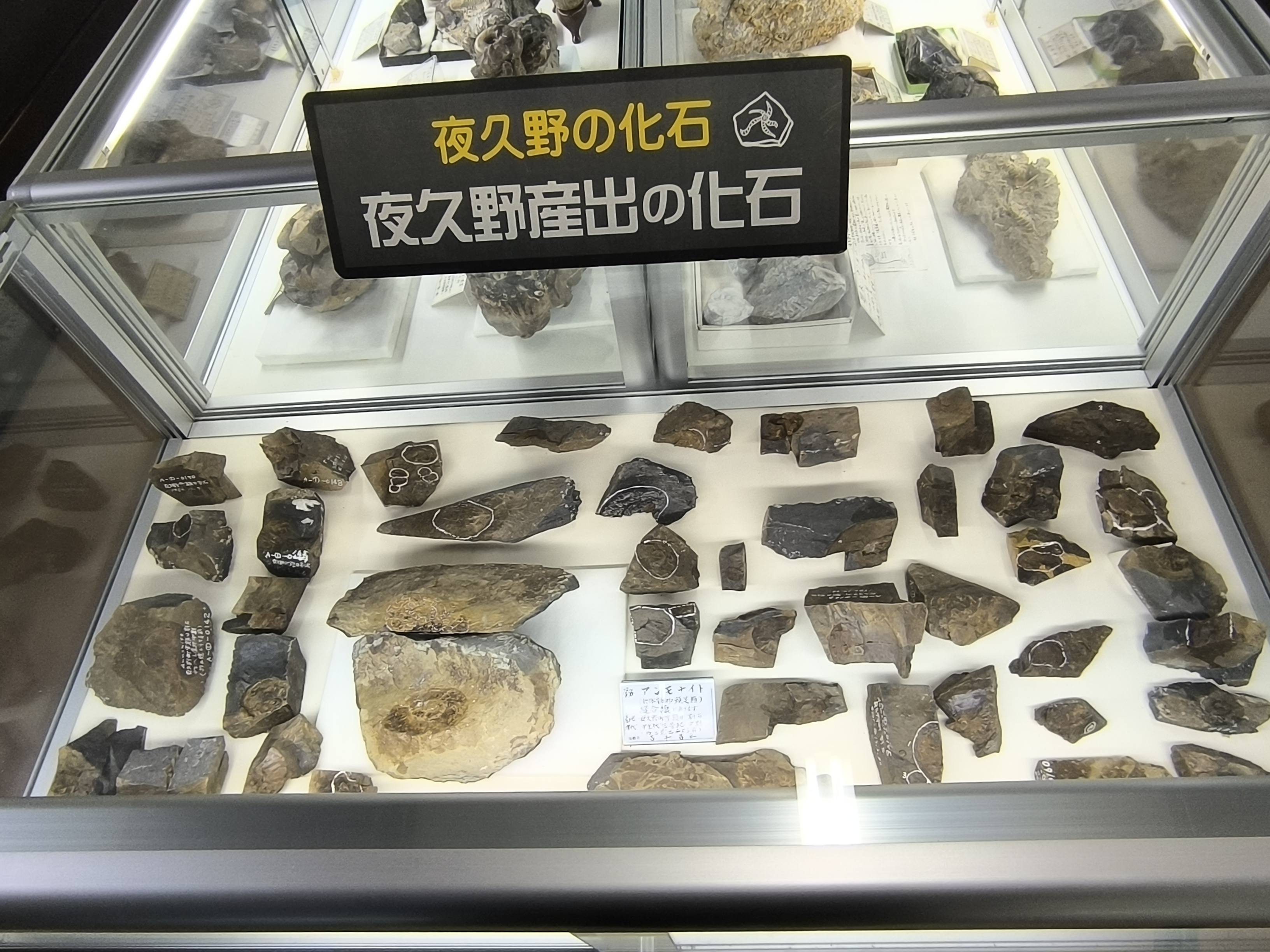
夜久野産出の化石

  - 夜久野町と兵庫県朝来市の境界には京都府唯一の火山である田倉山の、火山弾や溶岩から成る噴火資料を展示。

- 考古資料

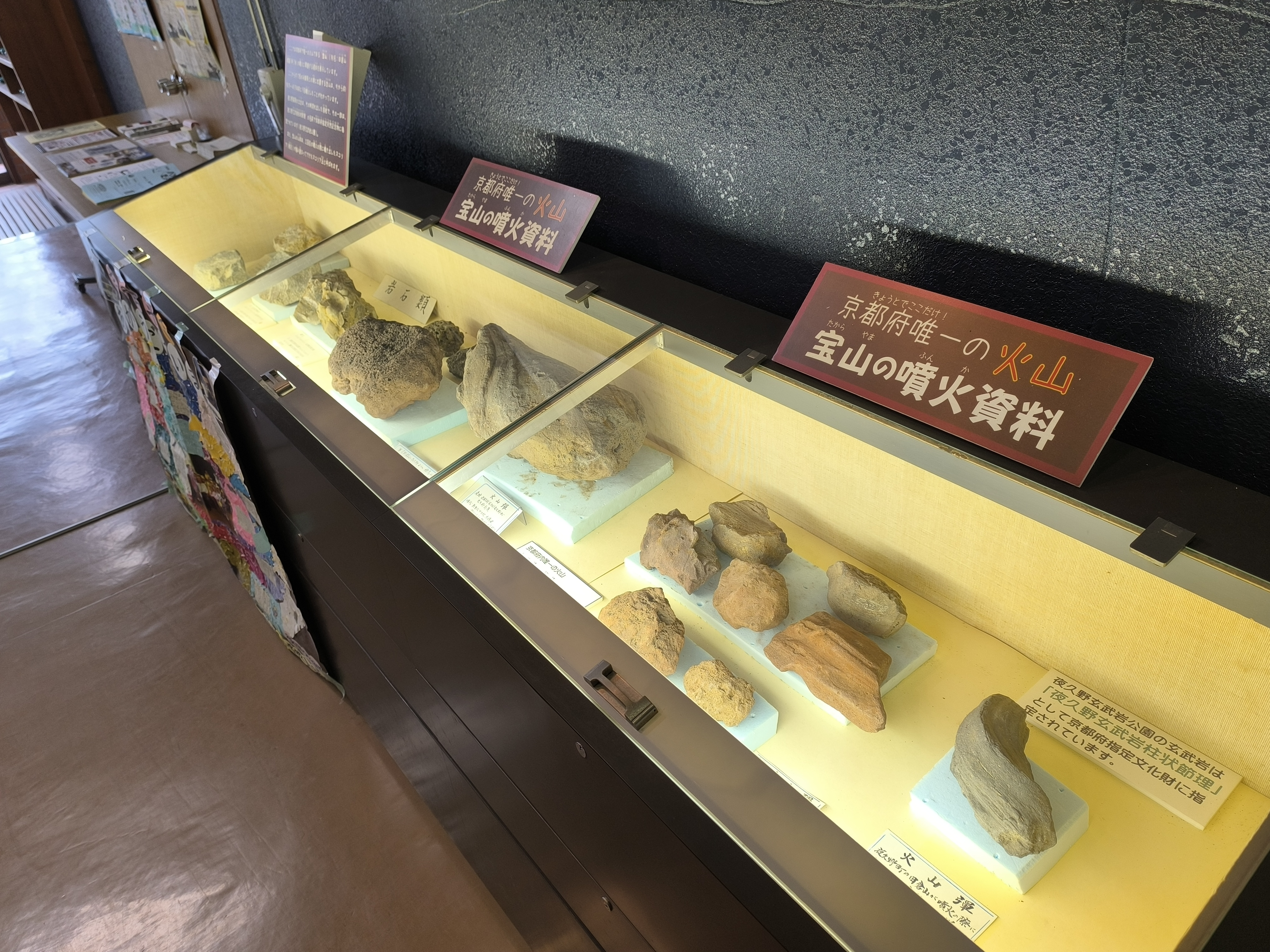
田倉山の噴火資料の展示

  - 夜久野町の遺跡から出土したものを中心として、平安時代の須恵器や古墳時代の漆製品などの考古資料に加え、それらの道具の当時の用途や、発見された遺跡についての情報を解説する資料を展示。

- 夜久野町の地質図・地質年代表

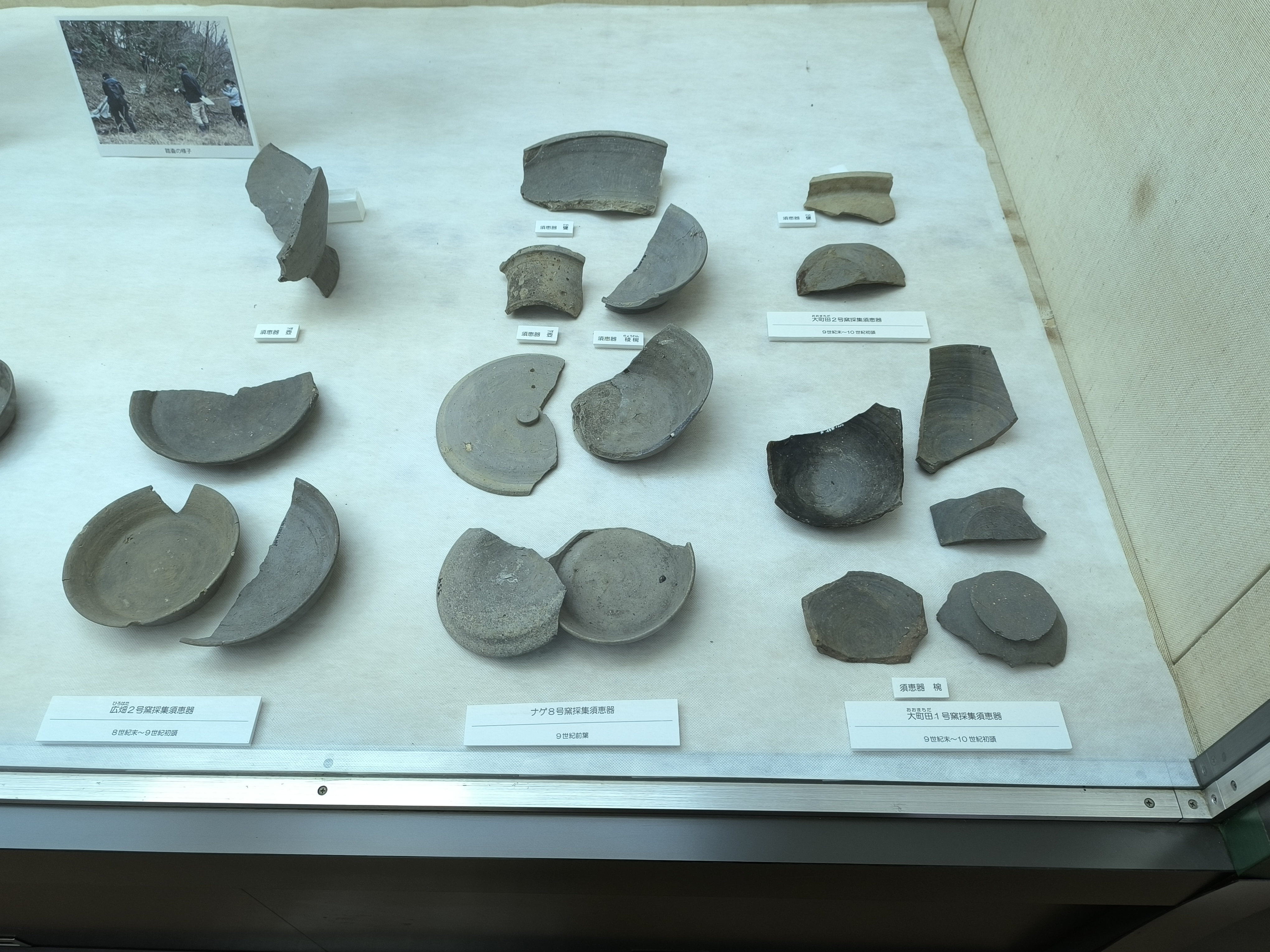
須恵器の展示

  - 地図形式で夜久野町の地質の分布を示した地質図、夜久野町の地質年代表を展示。

- 夜久野町の伝統風俗の紹介

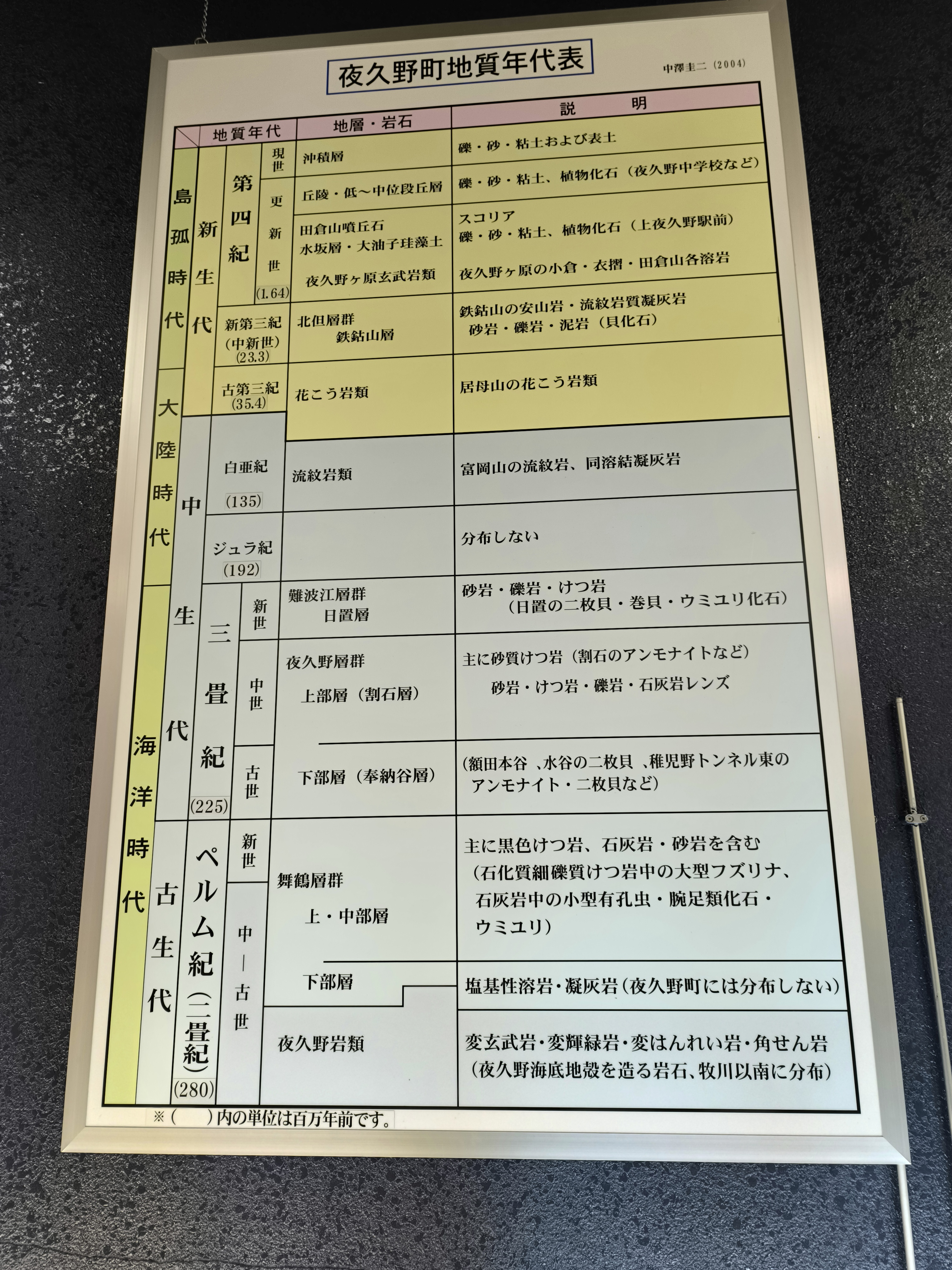
夜久野町の地質年代表

  - 夜久野町の宗教に関連する施設や絵画の紹介、土着の民話、現代まで続く伝統行事についての情報をポスター形式で紹介。

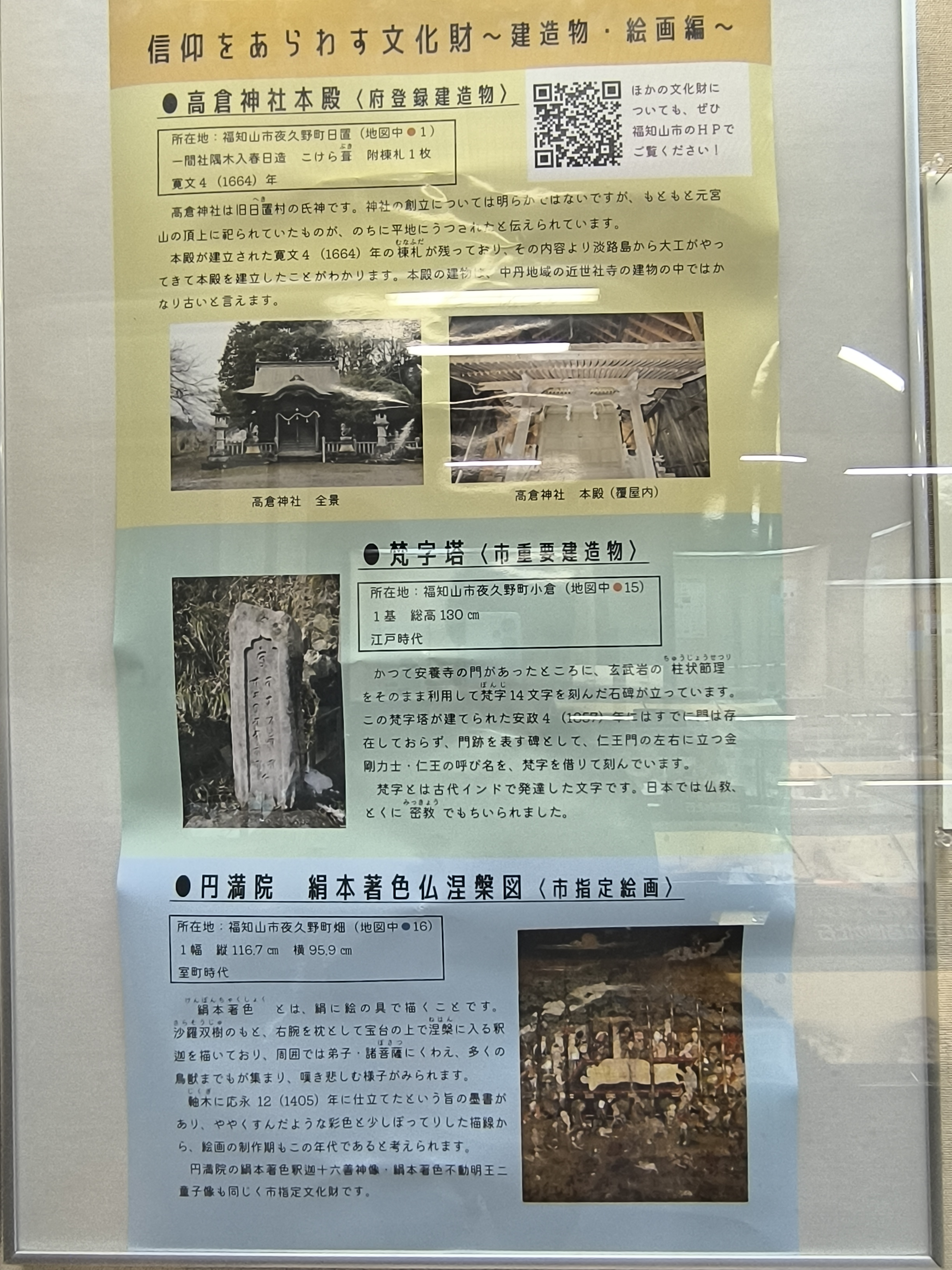
夜久野町の伝統的な建造物・絵画の紹介

## 開館情報・入館料
開館日
- 土・日・祝日（12月28日～12月31日、1月1日～1月4日の土・日・祝日除く)

開館時間
- 13:00〜17:00(入館は16:30まで)

入館料
- 大人110円
- 中学生以下無料